# William George Haan
William George Haan, née le 4 octobre 1863 à Crown Point (Indiana), dans l'Indiana  et décédé le 26 octobre 1924 Washington, D.C. était un général de l’armée des États-Unis.

## Biographie
Il est né à Crown Point, en Indiana, il est diplômé de Académie militaire de West Point. Il est promu au grade de premier lieutenant en août 1896. Entre 1898 à 1901, il sert comme capitaine des volontaires, à Cuba et aux Philippines. Il est nommé capitaine de l'armée régulière en février 1901.
De 1903 à 1906, il sert comme  membre de l'état-major et est allé au Panama pour Theodore Roosevelt. En avril 1907, devient major et en décembre 1911, il est promu au grade de lieutenant-colonel. Il sert dans l'état-major de 1912 à 1914, et en juillet 1916 est promu au rang de colonel dans l'artillerie côtière.
En avril 1917, il reçoit le grade de général de brigade et est affecté au commandement de la 57e Brigade d'artillerie de la 32e division d'infanterie (États-Unis) au camp MacArthur, au Texas. En décembre 1917, Haan est promu au grade de major général et commandant de la Division.
La division arrive en France en février 1918 sous le commandement de Haan, devenant la sixième division américaine à se joindre à la Force expéditionnaire allié. En juillet, il rentre dans le conflit dans la ligne avec la 6e armée française.
Lors de la bataille de la Marne, la 32e Division a capturé Fismes, et en août elle capture Juvigny. La division a combattu durant la Bataille de l'Aisne (1918).
La Division a combattu pendant 20 jours au cours de Offensive Meuse-Argonne et a traversé la Meuse.
Les hommes de la Division ont été les premiers soldats américains à traverser la frontière allemande, en perçant la célèbre ligne Hindenburg. Ils ont occupé le secteur central de la tête de pont de Coblence durant quatre mois, au cours de laquelle ils ont tenu 400 kilomètres carrés et 63 villes. De mai à novembre 1918, ils ont reçu seulement 10 jours de repos. Ils ont pris 2153 prisonniers et ont gagné 32 kilomètres, repoussant chaque contre-attaque allemande.
En novembre, après l'armistice, Hann est devenu commandant du VII Corps d'occupation. Quelques jours plus tard, il est promu au grade de brigadier général. En avril 1919, il retourne aux États-Unis avec la 32e Division.
Après la guerre, la division a servi dans l'armée d'occupation en Allemagne, commandée par le major-général William Lassiter. La division a été désactivée le 5 avril 1919. Le 24 juillet 1924, la 32e Division a été réorganisée à nouveau, composé d'unités de la Garde nationale du Wisconsin et du Michigan. Son siège est à Lansing, dans le Michigan.
Il a pris sa retraite en mai 1922 et fut un temps associé au Journal du Milwaukee. Il est mort à Washington, DC, le 26 octobre 1924. Il a été enterré dans la section du cimetière national d'Arlington.
L'USS General WG Haan (AP-158), lancé en mars 1945, a été nommé en son honneur.

## Décorations
- Distinguished Service Medal
- Croix de guerre 1914-1918 (France)